# Родолюб Маленчич
Родолюб Маленчич (серб. Rodoljub Malenčić, нар. 3 березня 1903, Новий Сад  — пом. 14 жовтня 1950, Белград) — югославський футболіст, що грав на позиції воротаря.

## Життєпис
Розпочинав виступи у футбольному клубі «Воєводина» з міста Новий Сад. Крім футболу займався легкою атлетикою і плаванням.
В 1922 році приєднався до клубу «Югославія», у складі якого виступав до 1924 року. Паралельно вивчав у столиці право.
28 червня 1922 року став учасником історичної першої перемоги в історії національної збірної Югославії. У грі проти Чехословаччини югославська команда зуміла здобути перемогу з рахунком 4:3, поступаючись за ходом гри 0:3. А Маленчич у цій грі відбив пенальті. Більше за національну збірну не грав, проте провів 8 поєдинків за збірну Белграда.
У 1923 році у складі «Югославії» став учасником першого національного футбольного чемпіонату, куди потрапляли найсильніші клуби регіональних змагань. У першому розіграші «Югославія» перемогла у 1/4 фіналу клуб «Бачка» (Суботиця), але поступилась у півфіналі САШКу із Сараєво. Загалом у складі «Югославії» зіграв 53 матчі, у яких пропустив 77 голів.
У 1924 році повернувся до «Воєводини», де залишився членом клубу і після завершення кар'єри гравця.
Займався кіно і фотографією. У 1929 році зняв свій перший аматорський фільм, а пізніше кілька кінохронік. У 1936 році став першим югославським фотокореспондентом, акредитованим на Олімпійські ігри. Зробив інтерв'ю з багаторазовим Олімпійським чемпіоном і світовим рекордсменом з бігу Джессі Оуенсом.
Як експерт працював у поліції. Одним з перших почав використовувати інфрачервону плівку для зйомки в нічний час. Був керівником Кримінального відділку поліції в місті Новий Сад на початку Другої світової війни.
Помер 14 жовтня 1950 році у віці 56 років.